# М'ятиково
М'я́тиково (рос. Мятиково, марій. Шорык Шурмарий) — присілок у складі Гірськомарійського району Марій Ел, Росія. Входить до складу Пайгусовського сільського поселення.

## Населення
Населення — 31 особа (2010; 36 у 2002).
Національний склад (станом на 2002 рік):
- гірські марійці — 97 %